# В петле (фильм, 2009)
«В петле» (англ. In the Loop) — кинофильм в жанре политическая сатира режиссёра Армандо Ианнуччи, вышедший на экраны в 2009 году. Фильм основан на британском телесериале «Гуща событий».

## Сюжет
Фильм, снятый в псевдодокументальной манере, сатирически обыгрывает приёмы современной британско-американской политики. Всё начинается с фразы о войне министра Саймона Фостера, неудачно оброненной в одной из радиопередач. Мгновенно запускается целый каскад событий по обе стороны океана, имеющий целью развязывание войны на Ближнем Востоке. При этом зачастую определяющее значение имеют случайные факторы, такие как разглашение секретной информации низшими чинами или случайно попавший в руки документ.

## В ролях
- Питер Капальди — Малкольм Такер, старший пресс-атташе премьер-министра
- Том Холландер — Саймон Фостер, министр международного развития
- Крис Эддисон — Тоби Райт, специальный советник министра международного развития
- Джина Макки — Джуди Моллой, старший пресс-атташе министра международного развития
- Мими Кеннеди — Карен Кларк, помощник государственного секретаря
- Анна Кламски — Лиза Вельд, ассистент Карен Кларк
- Джеймс Гандольфини — генерал Миллер
- Дэвид Раш — Линтон Барвик, помощник государственного секретаря
- Энцо Чиленти — Боб Адриано, заместитель Линтона Барвика
- Пол Хиггинс — Джейми Макдональд, пресс-атташе премьер-министра
- Джоанна Скэнлэн — Роз

## Награды и номинации
- 2010 — номинация на премию «Оскар» за лучший адаптированный сценарий (Джесси Армстронг, Саймон Блэкуэлл, Армандо Йаннуччи, Тони Рош)
- 2010 — две номинации на премию BAFTA: лучший адаптированный сценарий (Джесси Армстронг, Саймон Блэкуэлл, Армандо Йаннуччи, Тони Рош), премия имени Александра Корды за выдающийся британский фильм года (Кевин Лодер, Адам Тэнди, Джесси Армстронг, Саймон Блэкуэлл, Армандо Йануччи, Тони Рош)
- 2010 — победа в номинации лучшая комедия кинопремии «Империя» и номинация за лучший британский фильм